# Степной (Беловский район)
Степно́й — посёлок в Беловском районе Кемеровской области. Входит в состав Евтинского сельского поселения.

## География
Центральная часть населённого пункта расположена на высоте 247 метров над уровнем моря.

## Население
По данным Всероссийской переписи населения 2010 года, в посёлке Степной проживает 236 человек (105 мужчин, 131 женщина).